# 赫布利根
赫布利根是瑞士的城鎮，位於該國中西部，由伯恩州負責管轄，面積2.76平方公里，海拔高度578米，2011年人口555，七成人口信奉基督教，人口密度每平方公里201人。